# Xysticus quadrispinus
Xysticus quadrispinus is een spinnensoort uit de familie van de krabspinnen (Thomisidae).
De wetenschappelijke naam van de soort werd in 1933 gepubliceerd door Lodovico di Caporiacco.

## Ondersoorten
- Xysticus quadrispinus quadrispinus
- Xysticus quadrispinus concolor Caporiacco, 1933[1]